# Philippe Tabarot
Pour les articles homonymes, voir Tabarot.
Philippe Tabarot, né le 25 novembre 1970 à Cannes (Alpes-Maritimes), est un homme politique français.
Membre des Républicains, il est vice-président du conseil régional de Provence-Alpes-Côte d'Azur chargé des transports, de l'intermodalité et de la sécurité de 2015 à 2021 et sénateur des Alpes-Maritimes de 2020 à 2025. 
Le 23 décembre 2024, il est nommé ministre chargé des Transports dans le gouvernement François Bayrou.
Il est le fils de Robert Tabarot (1928-2015), l'un des chefs de l'OAS à Oran, et le frère de la femme politique Michèle Tabarot (née en 1962), députée des Alpes-Maritimes depuis 2002.

## Jeunesse et formation
Il est le fils de Robert Tabarot, commerçant à Oran, en Algérie française. Ancien champion d’Afrique du Nord de boxe et chevalier de l'ordre national du Mérite, Robert Tabarot est aussi à partir de 1960 un des fondateurs et dirigeants de l'Organisation armée secrète (OAS). Chargé du bureau des contacts politiques, il est le bras droit du général Jouhaud à Oran, l’une des quatre têtes du putsch d'Alger d'avril 1961, condamné à mort, puis gracié et amnistié en 1968.
La famille Tabarot part vivre à Alicante après l'indépendance de l’Algérie, comme celles de la plupart des anciens dirigeants de l'OAS. Elle y demeurera jusqu'en 1969, avant de rentrer en France, le pardon aux crimes de l’OAS ayant été décidé en France après les événements de Mai 68, par la loi d’amnistie des anciens de l'OAS de juillet 1968. 
Gérant d’une plage, son père est élu conseiller municipal de Cannes 1977 à 1983, après avoir ouvert la première maison du Pied-noir de France à Mandelieu pour « œuvrer à la réhabilitation de l'histoire des français d'Algérie ». Deux de ses enfants mèneront une carrière politique, d’abord à l’échelle de Cannes, dans le sillage de l’élection à la mairie en 1989 de Michel Mouillot, « l'homme fort » du Parti républicain dans le département depuis 1982, puis condamné le 4 février 2005 par le tribunal correctionnel de Nice à six ans d'emprisonnement ferme pour « corruption, prise illégale d'intérêts, abus de biens sociaux, faux et usage de faux, et emplois fictifs ».
Michèle Tabarot, son aînée, est députée de la circonscription englobant Le Cannet depuis 2002 et vice-présidente du groupe LR à l'assemblée, après avoir été secrétaire générale de l’UMP (devenu LR en 2015) entre 2012 et 2014. 
En 2013, Mediapart publie une enquête sur leur frère Roch, mis en examen en Espagne en 2008 dans le cadre d'une affaire  "d'escroquerie immobilière estimée à 72 millions d'euros", consistant à vendre des centaines de maisons à bâtir sur des terrains ne lui appartenant pas, une partie de l'argent étant "détourné" pour une campagne électorale en France, selon l'avocat de l'association des victimes, José Luis Escobar. Mais, selon Michèle Tabarot, deux non-lieux sont prononcés dans cette affaire par le magistrat instructeur et le procureur,.
Diplômé d’une maîtrise en droit public de l'université de Nice, Philippe Tabarot est marié et père d'un enfant.

## Carrière politique
Il fait ses débuts en politique comme directeur de campagne de sa sœur pour les élections municipales de 1995 du Cannet. Après leur victoire, il devient son directeur de cabinet à la mairie.

### Conseil municipal de Cannes
Conseiller municipal de la ville de Cannes à partir de 1998 sous l'étiquette UDF - Démocratie libérale, il rejoint l'Union pour un mouvement populaire (UMP) devenue aujourd'hui Les Républicains. Il est conseiller municipal pendant seize ans dont onze ans chargé successivement de la Jeunesse, du Tourisme et des dossiers de la commune auprès du Conseil régional de Provence-Alpes-Côte d'Azur.
Par deux fois, il est candidat aux élections municipales de la ville de Cannes en 2008 et 2014. En 2008, il manque de peu de l'emporter, en obtenant 37,12 % au second tour, face aux 40,30 % du maire sortant Bernard Brochand.
La ville est une place forte du parti LR, qui y a obtenu 36 % des voix au premier tour aux élections législatives de 2024.

### Conseil départemental des Alpes-Maritimes
En 2001, élu du canton de Cannes-Centre, il devient le benjamin de l'assemblée départementale des Alpes-Maritimes. Lors des cantonales suivantes, les 9 et 16 mars 2008, il défend également les couleurs de Christian Estrosi, président du Conseil général.
Réélu, il assure la vice-présidence aux Affaires sociales, regroupant la protection de l’enfance et l’aide aux personnes âgées, ainsi que la présidence du « Foyer de l’enfance » et la vice-présidence de la Maison départementale des personnes handicapées (MDPH).

### Vice-président du conseil régional de Provence-Alpes-Côte d'Azur
En décembre 2015, il est élu sur la liste de Christian Estrosi (LR) au conseil régional Provence-Alpes-Côte-d’Azur, où il obtient une vice-présidence chargée des transports, de l’intermodalité et de la sécurité.
Entre 2015 et 2021, il a géré dans ce contexte le dossier de la mise en concurrence de la ligne TER entre Marseille et Nice.

### Sénateur des Alpes-Maritimes
Placé en 4e position sur la liste « Les Républicains » de la sénatrice sortante Dominique Estrosi Sassone, il est élu sénateur des Alpes-Maritimes le 27 septembre 2020 avec 69,53 %.

### Ministre chargé des Transports
Le 23 décembre 2024, il est nommé ministre chargé des Transports dans le gouvernement de François Bayrou.
Il indique ne pas avoir été préalablement informé de sa nomination et l'avoir appris en regardant la télévision.
Il déclare souhaiter poursuivre l'ouverture à la concurrence du ferroviaire au niveau national et envisage la limitation du droit de grève. Comme sénateur, il avait déjà porté une proposition de loi sur la limitation du droit de grève.
Après la mort, le 24 décembre 2024 à Crisenoy, d'un conducteur de TGV allant de Paris à Saint-Étienne, le ministre déclare que son suicide est « lié à des problèmes personnels et familiaux très importants » et qu'on « aurait pu passer à côté d'une plus grande catastrophe, qui aurait pu être plus grave si le conducteur avait voulu faire dérailler son train ». Ces propos sont jugés « non fondés et honteux » et ayant « heurté de nombreux cheminots » par les syndicats CFDT, SUD Rail et CGT qui dénoncent une « communication hâtive », « indécente », ou oubliant « le temps du deuil et du recueillement »,. Philippe Tabarot déclare le surlendemain que « certains de [s]es propos ont pu être mal interprétés » et, dans diverses interviews données les jours suivants, juge « injustes » les réactions des syndicats et « n'accepte pas ce procès en empathie ». Puis il « rétropédale » et « tente de se rattraper » en promettant que l’État sera « au côté de la famille »,,.

## Prises de positions
Philippe Tabarot défend l'ouverture à la concurrence du rail, une position critiquée par la CFDT et la CGT, les deux principaux syndicats de la SNCF,,. 
Il est signataire d’une proposition de loi visant à « créer une dérogation aux obligations prévues pour l’aménagement des pistes cyclables », qui a été dénoncée par le climatologue Christophe Cassou, « auteur principal » du sixième rapport d'évaluation du GIEC.

## Controverses sur sa rémunération et perquisitions en mairie
Le texte peut changer fréquemment, n’est peut-être pas à jour et peut manquer de recul. 
Le titre et la description de l'acte concerné reposent sur la qualification juridique retenue lors de la rédaction de l'article et peuvent évoluer en même temps que celle-ci.
Selon les révélations du journal Libération du 25 décembre 2024, Philippe Tabarot a bénéficié des rémunérations d'assistant parlementaire de sa sœur Michèle Tabarot à l'Assemblée nationale, alors qu’il était au même moment rémunéré pour ses fonctions à la mairie du Cannet et en tant que vice-président du conseil régional de Provence-Alpes-Côte d’Azur.
Pour l’année 2016, il déclarait ainsi 66 000 euros net annuels comme collaborateur à la mairie du Cannet ainsi que 29 000 euros comme assistant parlementaire. Il était également vice-président du conseil régional de Provence-Alpes-Côte d’Azur pour plus de 40 000 euros par an. Sa rémunération totale s'est élevée à 135 000 euros en 2016, et à 138 000 euros, pour les mêmes postes, en 2017.
En 2018, Philippe Tabarot cesse d’être l’assistant de Michèle Tabarot à l’Assemblée mais sa rémunération à la mairie du Cannet progresse de 50 % pour atteindre 94 000 euros sur l'année pour différents postes occupés, dont 61 500 euros comme responsable d'un groupement d’intérêt public (GIP). En 2019, sa gratification pour ce GIP atteint 82 500 euros net, qu’il complète avec un poste, toujours au sein de la mairie, de chargé de communication, à 15 300 euros. Soit 97 800 euros de revenus de cette ville, auxquels s’ajoutent toujours ses 40 000 euros de vice-président de région.
La mairie du Cannet est perquisitionnée en décembre 2022 par des magistrats du Parquet national financier et de la police judiciaire de Nice au sujet de la réalité du travail de Philippe Tabarot. L’enquête vise à déterminer si Philippe Tabarot a profité de sa situation au Cannet pour obtenir des avantages indus et si les emplois qu’il occupait correspondaient à des activités réelles.
Après être devenu ministre il est visé début 2025 par une enquête pour détournement de fonds publics et prise illégale d'intérêts par le PNF.

## Détail des mandats et fonctions

### Au niveau national
- Sénateur des Alpes-Maritimes (depuis 2020)
- Ministre chargé des Transports (depuis 2024)

### Au niveau local
- Conseiller municipal de Cannes (1998-2014)
- Conseiller général des Alpes-Maritimes, canton de Cannes-Centre (2001-2015)
- Vice-président du conseil général des Alpes-Maritimes chargé des Personnes âgées puis des Affaires sociales (2003-2011)
- Conseiller régional de Provence-Alpes-Côte d'Azur (2015-2021)

### Fonctions politiques
- Conseiller national de l'UMP (2002-2008)
- Secrétaire national aux solidarités intergénérationnelles de l’UMP.

### Autres fonctions
- Président de la Régie régionale des transports Provence Alpes Côte d'Azur[31] (cet établissement public assure, avec plus de 160 salariés, l’exploitation et la maintenance de la ligne des Chemins de fer de Provence qui relie Nice à Digne-les-Bains, voie ferrée centenaire connue aussi sous le nom de « Trains des Pignes[32] »).
- Administrateur de l'Union des conseillers généraux de France
- Président du conseil portuaire du Vieux Port de Cannes (2001-2014)
- Administrateur du GART, vice-président de la Commission des transports de Régions de France.